# Cor Molenaar
Cor Molenaar (1949) is een Nederlandse econoom, en bijzonder hoogleraar eMarketing en Distance Selling aan de Erasmus Universiteit.

## Levensloop
Molenaar studeerde economie aan de Rijksuniversiteit Groningen en behaalde daar zijn bachelor. Hij werkte in de jaren '70 van de twintigste eeuw in de administratieve automatisering. In de jaren '80 maakte hij kennis met de mogelijkheden van automatisering binnen de marketing en specialiseerde zich daar verder in. In 1992 behaalde hij zijn master in de organisatiekunde aan de Vrije Universiteit Amsterdam. Vijf jaar later promoveerde hij in Groningen bij prof.dr. Peter Leeflang. Zijn promotieonderzoek droeg de titel Toepassingsmogelijkheden van informatietechnologie in marketing. Sinds 1999 is hij bijzonder hoogleraar aan de Erasmus Universiteit Rotterdam. Sinds 2007 is zijn leeropdracht vergroot tot eMarketing en Distance Selling. Hierbij wordt juist de invloed van internet onderzocht op het koopgedrag van mensen en bedrijven. Vanuit zijn eigen bedrijf eXQuo Consultancy verzorgt Molenaar lezingen en adviseert overheden op het terrein van retailbeleid, bijvoorbeeld over de toenemende leegstand in winkelstraten. Ook is hij voorzitter van de stichting Certificering Thuiswinkelen. 
Molenaar was ook nauw betrokken bij de introductie van het loyaliteitsprogramma Flying Dutchman Programma in 1991 waarvoor hij 7 jaar de operationele verantwoording had met het bedrijf Ogilvy&Mather Dataconsult. Bij de inmiddels failliete boekenwinkelketen Polare was Molenaar commissaris. Hij beschuldigde het Centraal Boekhuis ervan dat het een "vooropgezet plan was om de marktleider te liquideren en de positie van de grote uitgeverijen te versterken". Centraal Boekhuis wees die beschuldigingen van de hand.
De econoom heeft jaren deel uitgemaakt van de communicatieadviesraad van eredivisievoetbalclub NEC. Molenaar is fanatiek supporter van de Nijmeegse club.

## Publicaties
Cor Molenaar heeft verschillende boeken geschreven die onder andere gaan over hoe winkeliers moeten omgaan met het internet. In de media wordt Molenaar vaak opgevoerd als expert op het gebied van retail en internetverkoop.
- Automatisering in de verkoop: Een analyse van veranderingen. Uitgeverij Kluwer, 1991
- Grondslagen van database marketing. Deventer: Uitgeverij Kluwer, 1996
- Marketing (on)zin: 32 columns uit het dagelijks leven. Deventer: Uitgeverij Kluwer, 1997
- Veranderingen door internet. Deventer: Uitgeverij Kluwer. 1999
- Nederlanders: de kunst van het waarnemen. Deventer: Uitgeverij Kluwer, 1999
- E-Strategie: nieuwe regels voor de oude economie : op internet wordt niet verkocht! Financial Times/Pearson, 2000
- De Impact Van De Ik-Cultuur: op maatschappij, marketing en organisatie. Amsterdam: Financial Times/Pearson, 2002
- Wisseling Van De Macht: Hoe Ons Gedrag Verandert In Een Virtuele Wereld. Amsterdam: Pearson, 2005
- Het nieuwe winkelen: shoppen, internet of beide?. Amsterdam: Pearson, 2009
- (e) Marketing. Groningen: Noordhoff Uitgevers , 2010
- Het einde van winkels?: de strijd om de klant. waarom het niet meer vanzelfsprekend is om naar een winkel te gaan. BiM Media, 2011
- Actie!": noodplan voor de retail; Den Haag: Bim Media, 2013
- Red de winkel: zo kan het niet langer. Den Haag: Academic Service, 2013
- Kijken, kijken ... anders kopen Veranderend klantgedrag vraagt om nieuwe business-modellen. Den Haag: Academic Services, 2015
- De kracht van platformstrategie, het is buigen of barsten. Amsterdam, Uitgeverij Boom, 2017